# Styrtbøjle
En styrtbøjle er i sin oprindelige betydning en kraftig bukket metalstang, der monteres på et køretøj, for at sikre føreren mod skader, hvis køretøjet vælter. 
Styrtbøjler af denne type ses bl.a. i cabriolet- og rally-biler, men også på arbejdskøretøj er det fastsat, at der som en sikkerhed skal være monteret styrtbøjle, fx på traktorer eller gaffeltruck. På  motorcykler monteres styrtbøjler på siderne.
Betegnelsen styrtbøjle anvendes også enkelte andre steder, fx som som en plasticanordning der sættes på en børneslæde eller metalspænde i seletøj til en hest.

## fotogalleri
Eksempler på udformning af styrtbøjler
- Gaffeltruck med metalramme
- Unimog med metalramme
- Traktor uden og med styrtbøjle
- Motorcykel med styrtbøjle
- ”Halo” på Formel 1-bil [1]